# Ofensiva de Gazni
La ofensiva de Gazni comenzó el día  10 de agosto de 2018, cuando los combatientes talibanes lanzaron un ataque contra la ciudad de Ghazni, la sexta ciudad más grande de Afganistán y que ha sido cultural y estratégicamente importante durante gran parte de la historia del país. El ataque resultó en la muerte de cientos de insurgentes, soldados, policías y civiles. La ciudad también sufrió daños a la propiedad a gran escala. La batalla, que tuvo lugar pocas semanas antes de las elecciones parlamentarias de Afganistán en 2018, fue la mayor desde que una tregua de tres días en junio generó esperanzas de conversaciones de paz.
La batalla fue parte de una ofensiva coordinada más grande por parte de los talibanes que ha matado a cientos de soldados y policías afganos y permitió que los talibanes capturen varias bases y distritos gubernamentales. Unos 250 civiles han perecido en la ofensiva talibán contra la ciudad de Ghazni, según un recuento realizado por Oficina de Asuntos Humanitarios de la ONU (OCHA).

## Antecedentes
La situación de seguridad en la ciudad de Ghazni y la provincia de Ghazni colapsó rápidamente durante 2017 y principios de 2018. En los meses anteriores a la batalla, hubo numerosos informes sobre el aumento de la actividad insurgente talibán en la ciudad y en los distritos de la provincia de Ghazni. Se informaron todas las tácticas clásicas de la insurgencia, como los ataques contra los empleados del gobierno local, los impuestos forzados a la población local y el establecimiento de bloqueos de carreteras por parte de los combatientes insurgentes. Durante mayo y junio de 2018 en la provincia de Ghazni, los talibanes cortaron la carretera 1 (que une Kabul y Kandahar, las ciudades más grandes de Afganistán) y los talibanes obligaron a los usuarios de la carretera a pagar un impuesto para usarla. Otros informes indicaron que para mayo de 2018, se decía que los talibanes "controlaban la red de carreteras en la ciudad ... vivían abiertamente en un vecindario, recaudaban impuestos, asesinaban al personal de seguridad y funcionarios del gobierno y aplicaban su estricta ley islámica"

## Batalla
Los talibanes comenzaron un ataque a gran escala contra la ciudad poco después de media noche del 10 de agosto de 2018. Los combates estallaron en siete vecindarios de Ghazni, incluidos tres bolsillos dentro de 0,5 millas (0,80 km) de la residencia del gobernador. Zabihullah Mujahid, el portavoz talibán, declaró en Twitter que "cientos de mujaidines entraron a la ciudad, capturaron el cuartel general de la policía y los seis distritos policiales y una importante base militar, Bala Hesar". Funcionarios del gobierno negaron que la ciudad corriera peligro de caer, pero admitieron que los insurgentes habían luchado hasta 300 yardas (270 m) de la oficina del gobernador y la sede de la policía antes de ser repelidos. Durante el asalto, los talibanes lograron destruir las torres de teléfonos celulares, cortando de hecho la comunicación a la ciudad. También destruyeron un puente que hizo más difícil para el gobierno enviar refuerzos.
El 11 de agosto, los refuerzos de las Fuerzas Armadas afganas llegaron a Ghazni, pero continuaron los enfrentamientos con combatientes talibanes que se refugiaban en los hogares de las personas. Los talibanes afirmaron haber tomado el control de la prisión principal de la ciudad, liberando a todos los que estaban dentro. La radio y la televisión del gobierno se vieron obligadas a abandonar el aire porque sus empleados huyeron, y solo Radio Shariat, una estación talibán, continuó transmitiendo. El gobierno afgano y sus aliados internacionales continuaron declarando que conservaban el control de la ciudad a pesar de que los talibanes todavía se encontraban en la ciudad y establecieron puestos de control con un concejal provincial de Ghazni, afirmando que el 70 por ciento de la ciudad estaba bajo los talibanes control.
La Fuerza Aérea de los Estados Unidos llevó a cabo 24 ataques aéreos contra los talibanes entre el 10 y el 12 de agosto de 2018. Sin embargo, después de tres días de enfrentamientos, los talibanes todavía controlaban la mayor parte de la ciudad. Wais Barmak, el ministro del Interior del país, afirmó que en un ataque aéreo el 12 de agosto, 50 soldados talibanes fueron asesinados.
El 12 de agosto, un legislador de Ghazni dijo que "solo la oficina del gobernador, el cuartel general de la policía y el complejo de la agencia de inteligencia están en manos del gobierno y los talibanes están presionando para que los lleven". Los talibanes afirmaron haber tomado la antigua base aérea de Ghazni y la mayor parte de la ciudad. [ Un convoy de refuerzo de las fuerzas afganas fue emboscado cuando se dirigía desde la vecina provincia de Paktia a Ghazni. Teniendo en cuenta la dificultad de volver a tomar todas las partes de la ciudad, los Estados Unidos enviaron asesores militares para ayudar a las fuerzas afganas. Los insurgentes también comenzaron a extenderse a los distritos fuera de la ciudad de Ghazni, dos de los cuales cayeron en la noche, según informes de residentes locales y funcionarios afganos. En la ciudad de Ghazni, un miembro del consejo provincial declaró que "continuaban los intensos combates en torno a la oficina del Gobernador, la Sede de la Policía y el complejo de la agencia de inteligencia". Agregó que "los refuerzos no han hecho nada efectivo, todo lo que han hecho es establecer una base para ellos mismos". Farid Ahmad Mashal, jefe de policía de Ghazni, afirmó que "los refuerzos, incluidas las tropas estadounidenses, estaban comenzando a librar al Talibán". de la ciudad ". El gobierno en Kabul y el ejército continuaron insistiendo en que tenían el control total de Ghazni.
El 13 de agosto, Wais Barmak, ministro del Interior de Afganistán, dijo en una conferencia de prensa el lunes que las afirmaciones de los talibanes, como haber asumido la jefatura de policía y las cárceles de Ghazni, eran falsas. Añadió que las fuerzas afganas habían rechazado todos los ataques de los talibanes y que la ciudad estaba bajo el control del Gobierno.  El teniente coronel Martin O'Donnell, vocero del ejército estadounidense en Ghazni, dijo que la ciudad sigue bajo el control del gobierno afgano y que los insurgentes no "suponen una amenaza para su colapso, como algunos han afirmado". Sin embargo , los funcionarios y residentes de Ghazni describieron los edificios del Gobierno bajo constante ataque y combatientes talibanes como aparente carga en la mayoría de los barrios de la ciudad.Los talibanes plantaron minas terrestres en las carreteras hacia la ciudad, lo que dificultó que el gobierno le enviara fuerzas. 
El 14 de agosto, se informó que los talibanes se habían retirado de la ciudad de Ghazni. Para el 15 de agosto, los civiles abandonaban sus hogares en la ciudad y esperaban pan en las dos únicas panaderías supervivientes de la ciudad. Los cadáveres, que habían quedado en las calles durante días, fueron eliminados arrojándolos en el río local, lo que podría empeorar la ya grave crisis de salud de la ciudad contaminando los suministros de agua.